# Шабаново (Псков)
Шабаново (в просторечии также Шабаны) — пригородный микрорайон в черте города Пскова. Бывший посёлок, расположен на юге Завеличья.

## Топоним
Происхождение названия деревни, по мнению кандидата исторических наук Проскуряковой Г. В., связано с именем стрелецкого головы Шибана Неклюдова (отсюда, Шибаново — Шабаново), бывшего в 1584—1588 гг. наместником (наряду с Василием) в Изборске.
В населённом пункте название «Шабаново» имеют одна улица (улица Шабаново) и шесть переулков (1-й — 6-й переулки Шабаново).

## География
На севере и западе Шабаново примыкает к современному гарнизону 76 дивизии ВДВ и учебно-спортивному[уточнить] аэродрому Шабаново. На юге расположена ж.д. станция Полковая Псково-Рижской железной дороги. К югу — бывший посёлок Заручёвье, включённый в черту города одновременно с Шабаново. К востоку — бывший посёлок Бутырки, включённый в состав Пскова в 1962 году. На севере примыкают собственно городские многоэтажные застройки.

## История
Указом Президиума Верховного Совета РСФСР от 21 марта 1986 года бывший посёлок Шабаново был включён в состав города Пскова.

## Транспорт
Транзитной дорогой, соединяющей Шабаново с основным городом, является Нововойсковая улица, переходящая в Войсковую и Полковую — все в честь размещавшегося в этом районе до революции 1917 года гарнизона Омского полка Псковского гарнизона.
аэродром Шабаново.
ж.д. станция Полковая